# Notícias de Várzea dos Cavaleiros
Notícias de Várzea dos Cavaleiros foi um jornal de periodicidade mensal que se publicou na Várzea dos Cavaleiros, Sertã. A publicação inciou-se em Junho de 1968 e não é claro até quando se publicou. Não foi o primeiro jornal publicado naquela localidade: o primeiro teria sido a Família Paroquial de Várzea dos Cavaleiros. O jornal tinha um forte cunho religioso. Era seu diretor o padre António Marques Neto.